# 卡津卡农村居民点 (别尔哥罗德州)
卡津卡农村居民点（俄语：Казинское сельское поселение）是俄罗斯联邦别尔哥罗德州瓦卢伊基区所属的一个农村居民点。其下辖有13个居民点，行政中心为卡津卡。据2016年统计，该农村居民点的人口为1652人。